# Oziroe acaulis
Oziroe acaulis là một loài thực vật có hoa trong họ Măng tây. Loài này được (Baker) Speta mô tả khoa học đầu tiên năm 1998.